# Gabriel Velasco
Gabriel Velasco (Cuernavaca, Morelos, 1 de febrero de 1986) es un exfutbolista y entrenador mexicano. Jugaba en la posición de mediocampista y su último club fue el equipo de los Potros UAEM del Ascenso MX. Hasta que el 28 de noviembre de 2021, fue anunciado como director técnico del Deportivo Toluca Femenil de la Liga MX Femenil. 

## Clubes
| Club                 | País   | Año         |
| -------------------- | ------ | ----------- |
| Académicos de Tonalá | México | 2009-2010   |
| Cruz Azul Hidalgo    | México | 2010-2011   |
| Deportivo Toluca     | México | 2011 - 2015 |
|                      | México | 2016 - 2021 |